# Cowlam
Cowlam – osada w Anglii, w hrabstwie East Riding of Yorkshire. Leży 40 km na północ od miasta Hull i 287 km na północ od Londynu.